# 紫玉盘柯
紫玉盘柯（学名：Lithocarpus uvariifolius）是壳斗科柯属的植物，为中国的特有植物。分布在中国大陆的广东、福建、广西等地，生长于海拔200米至800米的地区，多生长在常绿阔叶林中，目前尚未由人工引种栽培。

## 异名
- Lithocarpus uvarifolius (Hance) Rehd. var. ellipticus (Metc.) Huang et Y. T. Chang